# Hansonia chavarriai
Hansonia chavarriai är en stekelart som beskrevs av Paul C. Dangerfield 1996. Hansonia chavarriai ingår i släktet Hansonia och familjen bracksteklar. Inga underarter finns listade i Catalogue of Life.